# ادوارد ارل
ادوارد ارل (انگلیسی: Edward Earle؛ ‏ ۱۶ ژوئیهٔ ۱۸۸۲ – ۱۵ دسامبر ۱۹۷۲) بازیگر آمریکایی کانادایی‌تبار سینما، تئاتر و تلویزیون بود.

## گزیدهٔ فیلم‌شناسی
- سان‌فرانسیسکو
- پستچی همیشه دو بار زنگ می‌زند
- ویلسون
- نمی‌توانی این را با خودت ببری
- بهترین سال‌های زندگی ما
- ده فرمان
- جلادان هم می‌میرند
- آقای اسمیت به واشینگتن می‌رود
- نیروی دریایی وارد می‌شود
- کنتاکی
- یک روز در مسابقه
- وسواس باشکوه
- سوار اسب صورتی
- ملاقات با جان دو
- جزیره ویک
- بچه‌ها در شهر اسباب‌بازی
- جمعه سیاه
- استادان رقص
- خانم مارکر کوچک
- باد
- جک لندن
- هرگز نگو خداحافظ
- ولز فارگو
- ماجرا در منهتن
- خانم اومالی و آقای مالون
- راز خانوادگی
- قمارباز میسیسیپی
- نقاب شیطان
- دو هفته برای زندگی
- ماجرای پرشور هالیوود